# Jeanne d'Angoulême
Jeanne d'Angoulême, född 1490 i Angoulême, död 1538, var en fransk hovfunktionär.
Jeanne var erkänd utomäktenskaplig dotter till hertig Karl av Angoulême och Antoinette de Polignac, Dame de Combronde; hennes mor var hovdam till Louise av Savojen. Hennes halvbror blev fransk tronföljare 1499. Hon blev legitimerad av kungen vid sitt giftermål 1501. 
Hon gifte sig 1501 med Jean Aubin, Seigneur de Malicorne, och sedan med Jean IV de Longwy, Seigneur de Givry (död 1520). Hennes halvbror Frans besteg tronen 1515. Hennes bror kungen gav henne 1522 titeln grevinna av Bar-sur-Seine. 
Hon var première dame d'honneur till Frankrikes drottning Eleonora mellan 1535 och 1538. 